# Lia Manoliuová
Lia Manoliuová (25. dubna 1932, Kišiněv – 9. ledna 1998, Bukurešť) byla rumunská atletka maďarské národnosti, olympijská vítězka v hodu diskem.

## Sportovní kariéra
Účastnila se celkem šesti olympiád během dvaceti let (od roku 1952 do roku 1972). V letech 1960 a 1964 vybojovala bronzovou medaili v soutěži diskařek, v Mexiku v roce 1968 v této disciplíně zvítězila. Celkem 28krát vytvořila národní rekord v hodu diskem (z 41,44 m v roce 1950 na 59,48 m v roce 1970). Její osobní rekord byl 62,06 m.
V letech 1990 až 1998 byla předsedkyní Rumunského olympijského výboru.